# Antonios Kriezis

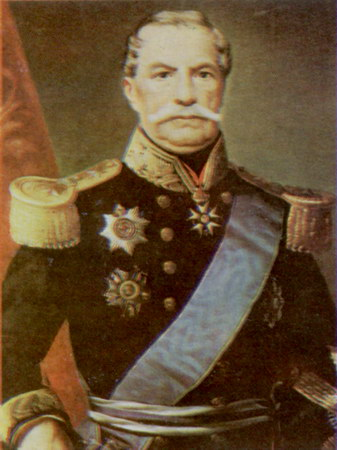
Antonios Kriezis.

Antonios Kriezis (Grieks: Αντώνιος Κριεζής) (Troezen, 1796 - Athene, 1 april 1865) was een Grieks strijder tijdens de Griekse Onafhankelijkheidsoorlog en eerste minister.

## Levensloop
Kriezis was afkomstig van het eiland Hydra. In juli 1821 nam hij deel aan de Griekse expeditie naar Samos en één jaar later aan de Zeeslag van Nauplion. In 1825 nam hij samen met Konstantinos Kanaris deel aan de mislukte poging om het Egyptische leger te vernietigen in de baai van Alexandrië.
In 1828 werd hij door regent Ioannis Kapodistrias als bevelhebber in een marine-eskadron. Als bevelhebber kon hij Vonitsa op de Ottomaanse marine veroveren.
Na de Griekse onafhankelijkheid werd Kriezis in 1836 minister van Marine onder koning Otto. Later was hij van 24 december 1849 tot 28 maart 1854 premier van Griekenland. Kriezis stierf in 1865 in Athene.
Zijn oudste zoon Dimitrios Kriezis was later marineofficier,  vleugeladjudant van koning George I en minister van Marine. Zijn jongste zoon Epameinondas Kriezis was eveneens marineofficier en politicus.
- Gemeinsame Normdatei: 1082522708
- International Standard Name Identifier: 0000 0000 6200 7743
- Library of Congress Control Number: no2009088752
- Virtual International Authority File: 90526380
- WorldCat: E39PBJcR8FXPWqdDytKFtxrQbd